# La Bâtie-Montgascon
La Bâtie-Montgascon este o comună în departamentul Isère din sud-estul Franței. În 2009 avea o populație de 1.740 de locuitori.

## Evoluția populației
| An        | 1975  | 1982  | 1990  | 1999  | 2006  | 2009  |
| --------- | ----- | ----- | ----- | ----- | ----- | ----- |
| Populație | 1.279 | 1.296 | 1.310 | 1.435 | 1.657 | 1.740 |